# Biblioteca Pública e Arquivo Regional Luís da Silva Ribeiro
A Biblioteca Pública e Arquivo Regional Luís da Silva Ribeiro é uma instituição da Região Autónoma dos Açores, com sede em Angra do Heroísmo, ilha Terceira, oficialmente designada por . composta por um arquivo, parcialmente distrital e parcialmente regional, e por uma biblioteca pública, uma biblioteca pública infantil e juvenil e uma biblioteca de conservação, com depósito legal. É uma unidade orgânica da Direção Regional da Cultura, tutelada pelo Secretário Regional da Educação e Cultura do Governo dos Açores.

## Origens
Apesar de diligências anteriores, Angra só por volta de 1860 viu surgir a sua primeira biblioteca pública, ainda incipiente, reunindo coleções provenientes das bibliotecas conventuais — apenas precedida pelo Gabinete de Leitura, de curta vida, criado em 1836 pelo 1º Visconde Bruges, durante o seu mandato de Administrador Geral do Distrito (1936-1838), dando imediata concretização à Portaria de D. Maria, alguns meses anterior, que mandava fundar uma biblioteca pública em cada capital de distrito, incluindo ilhas adjacentes, com as «preciosidades litterarias, e scientificas que pertenciam aos Conventos das extintas Ordens Regulares». Era ainda então, a Biblioteca do Liceu Nacional de Angra do Heroísmo, que reunia livros provenientes das bibliotecas dos extintos conventos e que era subsidiada anualmente pela Câmara Municipal.
Somente em 1871, por morte em Lisboa do dr. Francisco Jerónimo da Silva, famoso causídico, natural de Angra do Heroísmo, que legou à sua cidade a sua biblioteca pessoal, a biblioteca de Angra, municipal e de serviço público, se constituiu verdadeiramente, com os cerca de 4.000 volumes provenientes daquela biblioteca particular. Mas, por diversas razões e peripécias, só foi possível inaugurá-la no 1º de dezembro de 1876, o que foi oficialmente feito com pompa e circunstância. Foi seu primeiro bibliotecário João Francisco de Oliveira Bastos, valoroso combatente liberal, capitão do Batalhão de Voluntários da Rainha, na Terceira.
Em 1902, a biblioteca recebeu novo legado, de mais de 3.000 volumes, provenientes da biblioteca pessoal de Francisco Joaquim Moniz de Bettencourt, homem de letras, que assinou a sua obra com o pseudónimo de Mendo Bem. Igualmente havia recebido uma coleção de jornais e outra documentação impressa doada pelo General João Carlos Rodrigues da Costa.
Durante a I República, uma nova política de aquisições, até então incipiente, trouxe renovado fôlego à biblioteca, de par com a criação de um serviço de leitura noturno. Mas começaram a agudizar-se os problemas de falta de espaço. Com a Ditadura Nacional, havendo sido extinta a Administração do Concelho, que ocupava o rés do chão da Casa da Câmara, a biblioteca instalou-se no local deixado vago.
O ímpeto dos primeiros anos do Estado Novo beneficiou a biblioteca em equipamento e aquisições de fundos, de modo que se estima que no final dos anos 40 do século XX contasse já com 20.000 volumes.

## Fundação
A ação de brilhantes intelectuais como o dr. Luís da Silva Ribeiro, tenente coronel José Agostinho, tenente coronel Frederico Augusto Lopes da Silva Júnior e outros notáveis intelectuais locais, reunidos em torno do Instituto Histórico da Ilha Terceira, que haviam fundado, coordenada com a ação governativa das instâncias locais do poder do Estado Novo (Governo Civil, Junta Geral e Câmara Municipal) deu origem a um período áureo, durante o qual foi criado o Arquivo Distrital (Decreto-Lei nº 36 842, de 20 de Abril de 1948), o Museu de Angra do Heroísmo (Decreto-Lei nº 37 358, de 30 de Março de 1949) e, por fim, a Biblioteca Distrital (Decreto-Lei nº 40 745 de 16 de Abril de 1956), todos suportados pelo orçamento da Junta Geral.
A nova biblioteca foi instalada no Palácio Bettencourt, que na década de 40 havia sido restaurado e ampliado para acolher o Arquivo Distrital, e associada a este, passando a designar-se Biblioteca Pública e Arquivo Distrital de Angra do Heroísmo.
Em consonância com a Junta Geral do Distrito Autónomo, a Câmara Municipal de Angra do Heroísmo deliberou então integrar os fundos da biblioteca municipal na nova biblioteca e transferir para o quadro desta os funcionários municipais que serviam na antiga biblioteca. Ficou seu diretor o Dr. Manuel Coelho Baptista de Lima, que já dirigia o Arquivo Distrital, cujo papel foi fundamental na criação, instalação e organização dos novos serviços.
Ao longo das décadas seguintes, a instituição foi enriquecendo os seus fundos e coleções com aquisições e doações e proporcionando horários mais alargados ao público.

## Com o novo Regime Autonómico
Após a instalação do novo regime político-administrativo dos Açores, em 1975, na sequência da Revolução dos Cravos, um novo período se abre na vida da instituição. Apesar de o Museu de Angra do Heroísmo, transferido para o antigo Convento de São Francisco, ter deixado de ocupar o Palácio Bettencourt, as aquisições da Biblioteca e as novas e regulares incorporações do Arquivo, que passaria agora também a acolher uma grande parte da documentação produzida, ao longo de décadas, pelas instituições locais do Estado Novo, em especial pelo Governo Civil e pelos diversos departamentos da Junta Geral, o espaço depressa começou a escassear e  ainda mais quando, em 1979, a Biblioteca passou a receber o depósito legal nacional, por decisão do IV Governo Constitucional, chefiado por Carlos Alberto da Mota Pinto, do qual era Ministro Adjunto Álvaro Monjardino, sendo Secretário de Estado da Cultura o Poeta David Mourão-Ferreira (Decreto-Lei nº 102/79, de 28 de Abril).
Em 1983, o Secretário Regional da Educação e Cultura, doutor José Guilherme Reis Leite, providencia a aquisição de dois edifícios na rua da Rosa (números 39 a 47) contíguos ao Palácio Bettencourt, um deles já no gaveto com a rua do Salinas, que foram recuperados e adaptados para receber depósitos de biblioteca e de arquivo.
Num destes edifícios, com os números 45 a 47, em setembro de 1984, sendo diretora a drª Mariana Mesquita, foi inaugurada a primeira sala infantil da Biblioteca Pública, que rapidamente cresceu em atividades e frequentação, o que logo evidenciou a necessidade de mais amplos espaços. Em 1 de junho de 2003, esta sala reabre em novas e amplas instalações no Centro Cultural e de Congressos de Angra do Heroísmo, na Ladeira de Santa Luzia, por protocolo estabelecido entre a Direção Regional da Cultura e a Câmara Municipal de Angra do Heroísmo, o que criou condições para um rápido crescimento e desenvolvimento de inúmeras atividades, para além de assegurar regularmente a hora do conto em cooperação estreita com os estabelecimentos de ensino e com os pais, transformando-se numa secção da Biblioteca Pública, a bem dizer uma biblioteca pública infantojuvenil.
Ainda sob a direção de Mariana Mesquita (1982-2000), é dada ao pessoal formação técnica especializada, é inaugurada, em maio de 1985, a primeira sala de livre acesso e de empréstimo domiciliário, passo decisivo para a renovação dos serviços de biblioteca pública — à qual foi dada a designação de Sala Vitorino Nemésio — é criado o serviço de microfilmagem e é iniciado o processo de informatização dos catálogos, no qual colaborou ativamente a diretora (interina) seguinte, drª Vanda Belém (2001-2002).
Nos anos imediatos, agora sob a direção do dr. José Elmiro Rocha (2002-2005), são instaladas novas estantes compactas, na ala oeste do rés do chão do Palácio Bettencourt, o que permitiu um considerável ganho de espaço no Arquivo e na acomodação de periódicos. É introduzida a Internet de banda larga para uso público, é feita a migração da base de dados de biblioteca para software mais moderno e avançado (Bibliobase) e são feitas novas incorporações.
No segundo lustro do novo século, já sob a direção do dr. Marcolino Candeias, foi dado particular impulso às atividades de animação cultural da biblioteca, no setor de adultos (exposições, ciclos de conferências, concertos), mas especialmente no setor infantojuvenil, através de numerosas ações de promoção do livro e da leitura e de criação de novos leitores, junto da população escolar do ensino básico em particular, tendo a maior parte do investimento sido concentrado no desenvolvimento das atividades correntes de animação da secção infantojuvenil. Além destas, ações específicas foram desenvolvidas junto de populações mais desprotegidas e com maiores dificuldades de acesso ao livro e à leitura, destacando-se as «Itinerâncias de Conto», realizadas durante quatro anos consecutivos, que cobriram toda a população do ensino básico da Ilha Terceira, do ensino público e do particular, e que compreenderam também formação de educadores, de pais e de um equipa de animadores-contadores.
Em dezembro de 2006, foi criado secção infantojuvenil um espaço dedicado a bebés. Foi renovado o mobiliário de três salas de uso público, reforçado o número de computadores públicos e neles introduzido software de código aberto, renovados diversos equipamentos e o parque informático, adquiridas novas estantes compactas e instalado software específico no Arquivo para tratamento documental. Favoreceu-se a formação livre do pessoal, apoiando-se a inscrição e frequentação, em horário pós-laboral, de cursos universitários da área de ciências documentais. Foi criado uma secção de digitalização de documentação, para serviço interno e externo, com equipamento de grande qualidade e com pessoal a ele adstrito.
Em 2008, comemorando o Dia Mundial do Livro, foi inaugurado um novo sítio web, no qual a instituição é apresentada de forma alargada e detalhada e são disponibilizados serviços em linha, além do serviço de pesquisa nos catálogos da Biblioteca (OPAC).

## Novas instalações
Entretanto, por volta de meados da década de 90 do século passado, o Governo da Região torna-se consciente de que é necessário dotar a Biblioteca Pública e Arquivo Regional de Angra do Heroísmo de novas instalações. Serão estudadas diversas possibilidades, fixando-se a escolha nos terrenos situados entre o Jardim Público de Angra (entre o chamado de Jardim de Cima e o Jardim de Baixo) e a Casa do Capitão do Donatário ou dos Corte-Reais, ao cimo da rua do Marquês). Esta solução implicava a separação do organismo em duas entidades, em conformidade com as doutrinas mais apoiadas, permanecendo o Arquivo no Palácio Bettencourt e saindo a Biblioteca (a pública, a de conservação e a infantojuvenil) para as novas instalações a construir naquela área.
Em 2001, decorreu um concurso público para projetos a construir na referida área, que acabou anulado, por terem sido considerados inadequados os projetos submetidos pelos concorrentes. Posteriormente, alguns anos volvidos e abandonada a doutrina da separação de arquivo e de biblioteca, foi decidido construir junto ao Santuário de Nossa Senhora da Conceição, entre a rua do Morrão e a dos Italianos, no espaço que foi outrora os jardins do Palacete Silveira e Paulo, contíguo a este, onde nas décadas de oitenta e de noventa do século XX funcionou um anexo da Escola Secundária Jerónimo Emiliano de Andrade, local onde veio a ser implantado o novo edifício, em vias de conclusão, segundo projeto do gabinete Inês Lobo Arquitetos, Lda.

## Arquivo
«A necessidade de reunir os diversos núcleos documentais dispersos pelo distrito, assegurar a sua conservação, — muitas vezes até, a sua defesa e salvaguarda — e promover a sua inventariação e catalogação, levou o Instituto Histórico da Ilha Terceira a pugnar, desde a sua constituição em 1944, pela criação na cidade de Angra do Heroísmo, dum Arquivo Distrital, no que secundava, aliás, a iniciativa oportunamente tomada nesse sentido pela Inspecção Superior das Bibliotecas e Arquivos.
Atendendo, com solicitude, ao que lhe era sugerido e a pedido pelo referido Instituto, iniciou a Junta Geral do Distrito as necessárias diligências junto do Ministro da Educação Nacional para que a cidade de Angra fosse dotada com aquele importante estabelecimento cultural, indispensável à conveniente conservação e aproveitamento do precioso património documental das ilhas Terceira, S. Jorge e Graciosa. Cooperou muito interessadamente nestas diligências o então Deputado Sr. Dr. Teotónio Machado Pires.
O Ministério da Educação Nacional, considerando o alto interesse daquele Estabelecimento e atendendo a que a Junta Geral tomava à sua conta os encargos administrativos resultantes da instalação e funcionamento do mesmo, organizou e fez publicar o diploma orgânico que criou o Arquivo Distrital de Angra do Heroísmo, ou seja o Decreto-Lei nº 36.842, de 20 de Abril de 1948.
Nos meses de Agosto a Outubro do referido ano, deslocou-se a esta ilha, para efeito da organização e instalação do novo Arquivo, o então Bibliotecário-Arquivista da Assembleia Nacional, Dr. Manuel Coelho Baptista de Lima, que reuniu os principais núcleos documentais da Ilha Terceira, instalando-os provisoriamente no edifício da Escola Infante Dom Henrique, em cujo local se erguera, outrora, o Convento da Graça.
No ano seguinte, tendo sido providos os diversos cargos do respectivo quadro, começavam a funcionar regularmente os Serviços procedendo-se à incorporação de novos núcleos documentais, inclusive os da ilha Graciosa e promovendo-se a entrada de grande número de espécies, por oferta ou doação.»